# 傾物語
『傾物語』（カブキモノガタリ）は、西尾維新による青春怪異小説。〈物語〉シリーズ第5弾（通巻8巻目）、新章（セカンドシーズン）第2弾として講談社BOX（講談社）より2010年12月に刊行された。イラストはVOFANが担当している。

## 概要
21世紀初頭の地方都市を舞台に様々な怪異が登場する〈物語〉シリーズの作品。時系列的には本シリーズの主人公である阿良々木暦（あららぎこよみ）の高校三年の夏休み最終日の8月20日から開始し、『偽物語（下）』の後日、『猫物語（白）』の直前にあたる。
話数表記およびサブタイトルは第閑話「まよいキョンシー」とされており、『化物語』第二話「まよいマイマイ」のヒロインだった迷子の少女・八九寺真宵（はちくじまよい）に纏わる物語となっている。パッケージおよび口絵イラストも真宵がメインで描かれているが、本文中では彼女自身の登場シーンは少なく、暦と忍野忍（おしのしのぶ）の2人を中心に話が展開する。このため、作者の西尾は真宵についてはもう一冊「まよいスタート」という話を書くかもしれないと語っている。
本書でもメタフィクション発言は健在で、時系列的には未来となる『猫物語（白）』の感想が語られたり、読者を意識した発言などがある。また、本シリーズで初めて「タイムトラベル」が作中で扱われており、『ドラえもん』、『GS美神』、『ドラゴンボール』といったタイムトラベルを扱った漫画に対する言及がある。セカンドシーズンは「つばさタイガー」は羽川翼視点、「するがデビル」は神原駿河視点…という風に基本的にサブタイトルに冠されているヒロインが語り部となっているが、本作は例外的にファーストシーズンと同様に暦が語り部で展開されている。真宵を語り部にする案も一応は検討はされたとの事。
なお、本作は2009年に刊行された『偽物語（下）』の巻末にて予告されていたが、当時の予告と本編には相違点がある。本書のあとがきでは当初の予定から大きく変更されたことが語られている。
オリコン調べによる販売部数は発売から4週間で約16万部となっている。
2013年に「〈物語〉シリーズ セカンドシーズン」のエピソードの一つとして、テレビアニメ化された。
『傾物語』の放送開始日である2013年8月17日の読売新聞の朝刊には、書き下ろしの短々編「まよいキャッスル」が掲載された。こちらは真宵が語り部を務めている。

## あらすじ

### まよいキャッスル
八九寺真宵（はちくじまよい）はある日、阿良々木暦（あららぎこよみ）との雑談の中でL・M・モンゴメリの『青い城』についての話題を出す。その物語の主人公、ヴァランシーは医者から余命1年の命と宣告されたという。真宵は暦にもし余命1年と宣告されたらどうするかと問いかけるのだが、暦の答えは意外なものだった。

### まよいキョンシー
私立直江津高校に通う阿良々木暦（あららぎこよみ）は、高校三年生の夏休みに受験勉強はしていたにもかかわらず宿題には全く手を付けていなかった。暦は宿題をするためタイムマシンで昨日に戻りたいと言い出した。本人は冗談のつもりだったが、暦の影に封じられた怪異の王・忍野忍（おしのしのぶ）は暦の発言に同意し、時間移動の準備のため北白蛇神社へと向かう。
忍は神社に溜まった霊的エネルギーを使い、神社の鳥居に過去へと繋がるゲートを開いた。しかし、2人がゲートをくぐった先は夏休み終了一日前などではなく、11年前の5月13日であった。過去の世界を堪能していた暦はふと、八九寺真宵（はちくじまよい）を助けることを思いつく。偶然か、はたまた必然か。その日は真宵が事故に遭う日の一日前だったのだ。運命を変えれば重大なタイムパラドックスが起きるかもしれない。あるいは、やはり運命は変えられないのかもしれない。しかし、それでも「運命」に抗うため暦と忍は奮闘することになる。

## 登場キャラクター
阿良々木 暦（あららぎ こよみ）
声 - 神谷浩史
本シリーズの主人公。私立直江津高校の三年生男子。春休みの事件以来、吸血鬼体質を持ち、怪異に惹かれ易くなっている。母の日に迷子の小学生の八九寺真宵に出会い、迷い牛から解放した。
忍野 忍（おしの しのぶ）
声 - 坂本真綾
暦の影に封じられている金髪の吸血鬼幼女。元は「キスショット・アセロラオリオン・ハートアンダーブレード」という名前だったが、力と真の名を奪われ、幼女の姿になっている。暦の血を吸うことで力を取り戻し、肉体もそれに比例して成長させることができる。不死性、エナジードレイン、飛行能力、物質創造能力に加え、本作では時間移動をも披露するが、これには莫大なエネルギーを必要とするため多用はできない。漫画や映画が好きで、本作では藤子不二雄のファンであることを自称する。
八九寺 真宵（はちくじ まよい）
声 - 加藤英美里
11年前の事件がきっかけで怪異となった少女。両親の離婚をきっかけに父親に引き取られ、母親に会いに行く途中で交通事故に遭い、この世を彷徨う幽霊になってしまった。幽霊とは言っても性格は明るく「最高に楽しい」と暦が言う掛け合いは抜群の相性を示すが、本作中で大人として出現し暦を困惑させる。副音声では二十一九寺真宵とされている。
羽川 翼（はねかわ つばさ）
声 - 堀江由衣
眼鏡をかけ、三つ編みをした真面目な性格の女の子。本作では11年前の世界で幼女の姿で登場し「つるぺた羽川」と歓声を上げる暦を一目で変態と看破し結果として交番に出頭させる策士ぶりを6歳にして披露する。副音声ではロリ川翼とされている。
忍野 扇（おしの おうぎ）
声 - 水橋かおり
夏をとうに過ぎ、冬頃に直江津高校に転入してきた一年生女子。作中の時系列的には『傾物語』は夏休み最終日の話なので本編中には登場しないが、導入部である第1章にのみ登場し、信号機に関するトリビアを紹介する。
斧乃木 余接（おののき よつぎ）
声 - 早見沙織
影縫 余弦（かげぬいよづる）の使役する式神の童女。100年生きた人間の死体を反魂の術で生き返らせた怪異の一種。6日前の8月14日に暦と初めて会った時は事あるごとに語尾に「僕はキメ顔でそう言った」とつけていたが、今回は全く言わず、それを黒歴史とさえ評している。
忍野 メメ（おしの メメ）
声 - 櫻井孝宏
かつて、暦たちの住む街で怪異譚の蒐集をしていた怪異や妖怪変化の類の専門家。5月に迷い牛の怪異に対する助言をし、真宵の事件の解決に力を貸してくれた。その後、街から姿を消している。他人を見透かしたような言動が特徴で本作では手紙のみでの登場ながら決定的な影響を及ばす。

## 書籍
- 西尾維新（著） / VOFAN（イラスト） 『傾物語』 講談社〈講談社BOX〉、2010年12月24日第1刷発行（12月25日発売[5]）、ISBN 978-4-06-283767-5

## テレビアニメ
2013年7月より2クールかけて放送されるテレビアニメ『〈物語〉シリーズ セカンドシーズン』で、本作の「まよいキョンシー」がセカンドシーズンの他5作品とともにTOKYO MXほかにて放送された。